# H31X-Y busz (Nyíregyháza)
A nyíregyházi H31X és a H31Y jelzésű autóbuszok a H31-es busz a betétjáratai, melyek az Autóbusz-állomás, Ipari Park és az Ipari Park, Elektronux megállók között közlekednek. A két vonalat a Volánbusz üzemelteti.

## H31X útvonala
Autóbusz-állomás - Ipari Park, Electrolux:
Autóbusz-állomás - Vasútállomás - Móricz Zsigmond utca 4. - Tigáz - Ipartelepi elágazás - Lejtő utca - Ipari Park, bejárati út - Ipari Park, Sematic - Ipari Park, Electrolux
Ipari Park, Electrolux - Autóbusz-állomás:
Ipari Park, Electrolux - Ipari Park, Sematic - Ipari Park, bejárati út - Lejtő utca - Ipartelepi elágazás - Tigáz - Móricz Zsigmond utca 4. - Vasútállomás - Autóbuszállomás

## H31Y útvonala
Autóbusz-állomás - Ipari Park, Elektronux:
Autóbusz-állomás - Szarvas utca 13. - Kígyó utca - Szarvas utca 76. - Móricz Zsigmond utca 4. - Tigáz - Ipartelepi elágazás - Palánta utca - Lejtő utca - Matróz utca - Kisteleki bokori bejárati út - Ipari Park, bejárati út - Ipari Park - Ipari Park, Elektronux
Ipari Park, Elektronux - Autóbusz-állomás:
Ipari Park, Elektronux - Ipari Park - Ipari Park, bejárati út - Kisteleki bokori bejárati út - Matróz utca - Lejtő utca - Palánta utca - Ipartelepi elágazás - Tigáz - Móricz Zsigmond utca 4. - Szarvas utca 76. - Kígyó utca - Szarvas utca 13. - Autóbusz-állomás